# Antonín-Dvořák-Museum

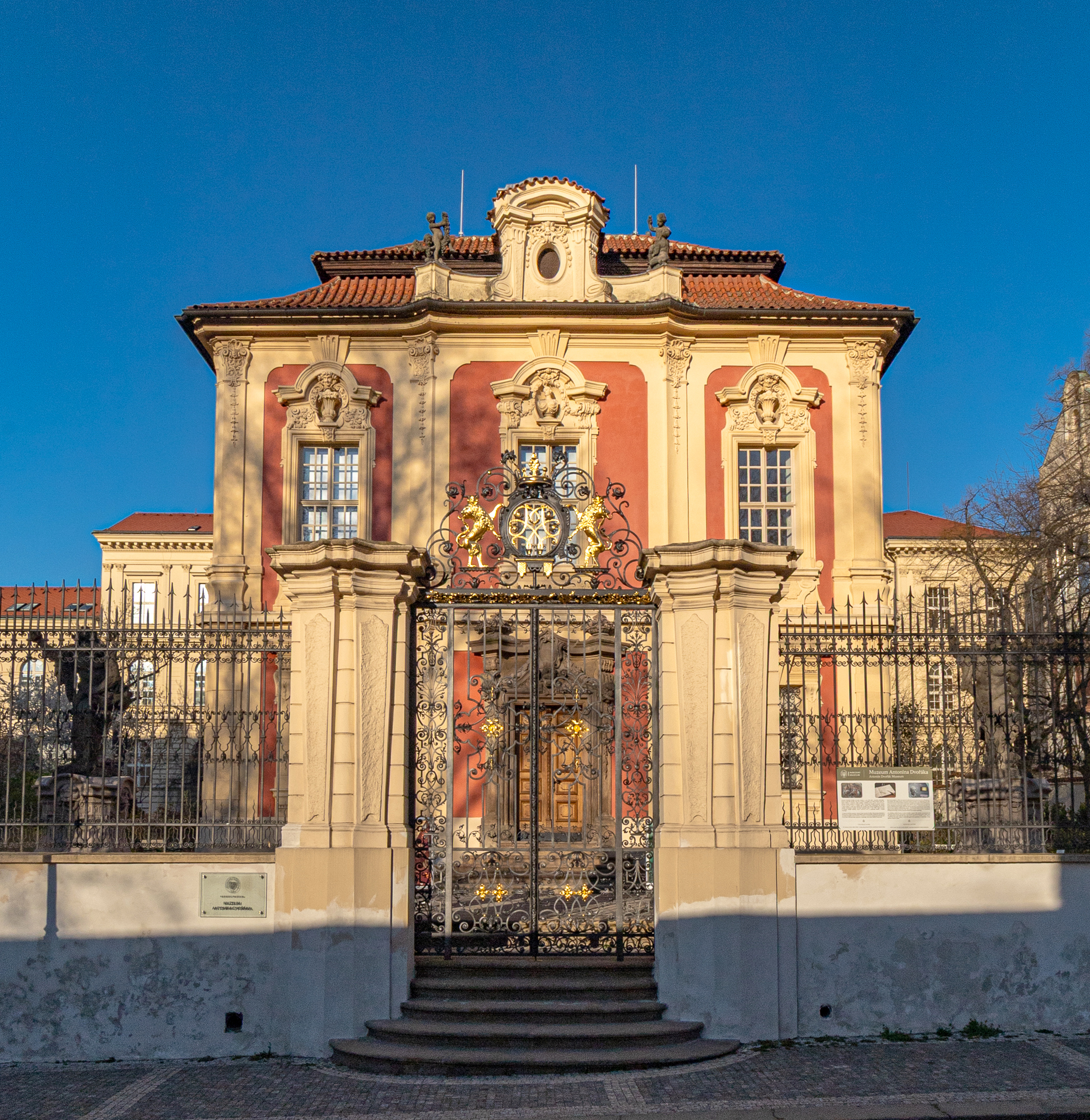
Dvořák-Museum

Das Antonín-Dvořák-Museum ist ein 1932 eröffnetes Museum in der tschechischen Hauptstadt Prag. Das dem Komponisten Antonín Dvořák (1841–1904) gewidmete Museum ist eine Außenstelle des Nationalmuseums in Prag und innerhalb desselben dem Tschechischen Museum der Musik zugeordnet. Es befindet sich im Sommerpalais Michna, das zu Beginn des 18. Jahrhunderts von Kilian Ignaz Dientzenhofer entworfen wurde.

## Sammlung
Das Museum präsentiert Fotografien, Zeitungsausschnitte, Programme und persönliche Gegenstände des Komponisten, unter anderem Dvořáks Viola und sein Klavier. Das Museum besitzt eine einzigartige Sammlung von Musikmanuskripten und Korrespondenz des Komponisten. Es besitzt auch einen großen Teil des Notenarchivs und der Bibliothek von Dvořák. Die reichhaltige Sammlung gedruckter Dokumente zeigt nicht nur das zeitgenössische Schaffen des Komponisten, sondern zeugt auch von der stetig wachsenden Popularität seines Werks bis in die heutige Zeit.

## Archiv
Im Mai 2023 wurde ein ausgewählter Teil der Sammlung des Nationalmuseums / Antonín-Dvořák-Museums unter dem Namen Antonín-Dvořák-Archiv in das internationale UNESCO-Register Memory of the World aufgenommen, das die wichtigsten dokumentarischen Zeugnisse der Weltkultur sammelt. Nach dem Leoš-Janáček-Archiv, das 2018 in das Register aufgenommen wurde, ist dies die zweite Sammlung eines tschechischen Komponisten, die in diese prestigeträchtige Liste aufgenommen wurde.
Das Archiv, das Dvořáks Notenmanuskripte, Korrespondenz, persönliche Dokumente, nicht notierte Manuskripte, die persönliche Bibliothek des Komponisten, Ikonografien, Erstausgaben von Dvořáks Werken, gedruckte Dokumentationen, Diplome und Ehrentitel umfasst, wurde in das Register aufgenommen. Damit sind insgesamt 3.500 Objekte Teil der Nominierung. Die Sammlung des Antonín-Dvořák-Museums umfasst jedoch viel mehr Gegenstände. Stand 2023 verwaltet das Museum rund 9.000 Sammlungsstücke.